# Skilanglauf-Alpencup 2016/17
Der Skilanglauf-Alpencup 2016/17 war eine von der FIS organisierte Wettkampfserie, die zum Unterbau des Skilanglauf-Weltcups 2016/17 gehört. Sie begann am 10. Dezember 2016 in Valdidentro und endete am 19. März 2017 mit einem Etappenrennen in Seefeld in Tirol. Die Gesamtwertung der Männer gewann Maicol Rastelli; bei den Frauen wurde Caterina Ganz Erste in der Gesamtwertung.

## Männer

### Resultate
| 1. Alpencup in Valdidentro, 10. und 11. Dezember 2016 | 1. Alpencup in Valdidentro, 10. und 11. Dezember 2016 | 1. Alpencup in Valdidentro, 10. und 11. Dezember 2016 | 1. Alpencup in Valdidentro, 10. und 11. Dezember 2016 | 1. Alpencup in Valdidentro, 10. und 11. Dezember 2016 |
| ----------------------------------------------------- | ----------------------------------------------------- | ----------------------------------------------------- | ----------------------------------------------------- | ----------------------------------------------------- |
| Datum                                                 | Disziplin                                             | Erster Platz                                          | Zweiter Platz                                         | Dritter Platz                                         |
| 10. Dezember 2016                                     | 15 km klassisch                                       | Alexis Jeannerod                                      | Tim Tscharnke                                         | Andy Kühne                                            |
| 11. Dezember 2016                                     | 15 km Freistil                                        | Irineu Esteve Altimiras                               | Gerard Agnellet                                       | Tim Tscharnke                                         |

| 2. Alpencup in Goms, 16. bis 18. Dezember 2016 | 2. Alpencup in Goms, 16. bis 18. Dezember 2016 | 2. Alpencup in Goms, 16. bis 18. Dezember 2016 | 2. Alpencup in Goms, 16. bis 18. Dezember 2016 | 2. Alpencup in Goms, 16. bis 18. Dezember 2016 |
| ---------------------------------------------- | ---------------------------------------------- | ---------------------------------------------- | ---------------------------------------------- | ---------------------------------------------- |
| Datum                                          | Disziplin                                      | Erster Platz                                   | Zweiter Platz                                  | Dritter Platz                                  |
| 16. Dezember 2016                              | Sprint klassisch                               | Anton Gafarow                                  | Maicol Rastelli                                | Renaud Jay                                     |
| 17. Dezember 2016                              | 15 km klassisch                                | Giandomenico Salvadori                         | Valentin Mättig                                | Maicol Rastelli                                |
| 18. Dezember 2016                              | 15 km Freistil Massenstart                     | Maicol Rastelli                                | Valentin Mättig                                | Giandomenico Salvadori                         |

| 3. Alpencup in Planica, 6. bis 8. Januar 2017 | 3. Alpencup in Planica, 6. bis 8. Januar 2017 | 3. Alpencup in Planica, 6. bis 8. Januar 2017 | 3. Alpencup in Planica, 6. bis 8. Januar 2017 | 3. Alpencup in Planica, 6. bis 8. Januar 2017 |
| --------------------------------------------- | --------------------------------------------- | --------------------------------------------- | --------------------------------------------- | --------------------------------------------- |
| Datum                                         | Disziplin                                     | Erster Platz                                  | Zweiter Platz                                 | Dritter Platz                                 |
| 6. Januar 2017                                | Sprint Freistil                               | Simeon Hamilton                               | Baptiste Gros                                 | Lucas Chanavat                                |
| 7. Januar 2017                                | 10 km Freistil                                | Jean Tiberghien                               | Mickael Philipot                              | Valentin Chauvin                              |
| 8. Januar 2017                                | 15 km klassisch                               | Dietmar Nöckler                               | Ueli Schnider                                 | Damien Tarantola                              |

| 4. Alpencup in Zwiesel, 17. bis 19. Februar 2017 | 4. Alpencup in Zwiesel, 17. bis 19. Februar 2017 | 4. Alpencup in Zwiesel, 17. bis 19. Februar 2017 | 4. Alpencup in Zwiesel, 17. bis 19. Februar 2017 | 4. Alpencup in Zwiesel, 17. bis 19. Februar 2017 |
| ------------------------------------------------ | ------------------------------------------------ | ------------------------------------------------ | ------------------------------------------------ | ------------------------------------------------ |
| Datum                                            | Disziplin                                        | Erster Platz                                     | Zweiter Platz                                    | Dritter Platz                                    |
| 17. Februar 2017                                 | Sprint klassisch                                 | Sergio Rigoni                                    | Clement Arnault                                  | Mirco Bertolina                                  |
| 18. Februar 2017                                 | 15 km Freistil                                   | Paul Goalabre                                    | Sergio Rigoni                                    | Adrien Backscheider                              |
| 19. Februar 2017                                 | 15 km Verfolgung klassisch                       | Giandomenico Salvadori                           | Sergio Rigoni                                    | Paul Goalabre                                    |

| 5. Alpencup am St. Ulrich am Pillersee, 4. bis 5. März 2017 | 5. Alpencup am St. Ulrich am Pillersee, 4. bis 5. März 2017 | 5. Alpencup am St. Ulrich am Pillersee, 4. bis 5. März 2017 | 5. Alpencup am St. Ulrich am Pillersee, 4. bis 5. März 2017 | 5. Alpencup am St. Ulrich am Pillersee, 4. bis 5. März 2017 |
| ----------------------------------------------------------- | ----------------------------------------------------------- | ----------------------------------------------------------- | ----------------------------------------------------------- | ----------------------------------------------------------- |
| Datum                                                       | Disziplin                                                   | Erster Platz                                                | Zweiter Platz                                               | Dritter Platz                                               |
| 4. März 2017                                                | 15 km Freistil                                              | Adrien Backscheider                                         | Jean Tiberghien                                             | Jules Lapierre                                              |
| 5. März 2017                                                | 30 km klassisch Massenstart                                 | Thomas Wick                                                 | Damien Tarantola                                            | Adrien Backscheider                                         |

| 6. Alpencup in Seefeld in Tirol, 17. bis 19. März 2017 (Mini-Tour; halbe Punkte für die ersten beiden Etappen, keine Punkte für Schlussetappe) | 6. Alpencup in Seefeld in Tirol, 17. bis 19. März 2017 (Mini-Tour; halbe Punkte für die ersten beiden Etappen, keine Punkte für Schlussetappe) | 6. Alpencup in Seefeld in Tirol, 17. bis 19. März 2017 (Mini-Tour; halbe Punkte für die ersten beiden Etappen, keine Punkte für Schlussetappe) | 6. Alpencup in Seefeld in Tirol, 17. bis 19. März 2017 (Mini-Tour; halbe Punkte für die ersten beiden Etappen, keine Punkte für Schlussetappe) | 6. Alpencup in Seefeld in Tirol, 17. bis 19. März 2017 (Mini-Tour; halbe Punkte für die ersten beiden Etappen, keine Punkte für Schlussetappe) |
| --- | --- | --- | --- | --- |
| Datum | Disziplin | Erster Platz | Zweiter Platz | Dritter Platz |
| 17. März 2017 | 3,3 km Prolog Freistil | Jean Tiberghien | Paul Goalabre | Maicol Rastelli |
| 18. März 2017 | 15 km klassisch | Maicol Rastelli | Hannes Dotzler | Jason Rüesch |
| 19. März 2017 | 15 km Verfolgung Freistil | Valentin Chauvin | Irineu Esteve Altimiras | Paul Goalabre |
| Gesamtwertung (doppelte Punkte) | Gesamtwertung (doppelte Punkte) | Maicol Rastelli | Hannes Dotzler | Jason Rüesch |

### Junioren-Resultate
| Datum             | Austragungsort          | Altersklasse | Disziplin                  | Sieger          | Zweiter          | Dritter          |
| ----------------- | ----------------------- | ------------ | -------------------------- | --------------- | ---------------- | ---------------- |
| 10. Dezember 2016 | Valdidentro             | U20          | 10 km klassisch            | Martin Collet   | Janosch Brugger  | Mattia Armellini |
| 11. Dezember 2016 | Valdidentro             | U20          | 15 km Freistil             | Martin Collet   | Janosch Brugger  | Arnaud Chautemps |
| 16. Dezember 2016 | Goms                    | U20          | Sprint klassisch           | Janosch Brugger | Martin Collet    | Jacob Vogt       |
| 17. Dezember 2016 | Goms                    | U20          | 10 km klassisch            | Janosch Brugger | Luca Del Fabbro  | Jacob Vogt       |
| 18. Dezember 2016 | Goms                    | U20          | 15 km Freistil Mst.        | Jacob Vogt      | Martin Collet    | Hugo Lapalus     |
| 6. Januar 2017    | Planica                 | U20          | Sprint Freistil            | Janosch Brugger | Simone Dapra     | Camille Laude    |
| 7. Januar 2017    | Planica                 | U20          | 10 km Freistil             | Janosch Brugger | Hugo Lapalus     | Jean Luc Perron  |
| 8. Januar 2017    | Planica                 | U20          | 10 km klassisch            | Janosch Brugger | Martin Collet    | Camille Laude    |
| 17. Februar 2017  | Zwiesel                 | U20          | Sprint klassisch           | Martin Collet   | Camille Laude    | Philipp Unger    |
| 18. Februar 2017  | Zwiesel                 | U20          | 10 km Freistil             | Janosch Brugger | Lorenzo Romano   | Simone Dapra     |
| 19. Februar 2017  | Zwiesel                 | U20          | 15 km klassisch Verfolgung | Janosch Brugger | Martin Collet    | Simone Dapra     |
| 4. März 2017      | St. Ulrich am Pillersee | U18          | 10 km Freistil             | Vincent Buiatti | Davide Graz      | Luca Del Fabbro  |
| 4. März 2017      | St. Ulrich am Pillersee | U20          | 10 km Freistil             | Janosch Brugger | Martin Coradazzi | Lorenzo Romano   |
| 5. März 2017      | St. Ulrich am Pillersee | U20          | 20 km klassisch Mst.       | Martin Collet   | Richard Leupold  | Simone Dapra     |
| 17. März 2017     | Seefeld in Tirol        | U20          | 3,3 km Freistil            | Janosch Brugger | Luca Del Fabbro  | Martin Collet    |
| 18. März 2017     | Seefeld in Tirol        | U20          | 10 km klassisch            | Hugo Lapalus    | Martin Collet    | Simone Dapra     |
| 19. März 2017     | Seefeld in Tirol        | U20          | 15 km Freistil Verfolgung  | Luca Del Fabbro | Martin Coradazzi | Maurus Lozza     |
| 17.–19. März 2017 | Seefeld in Tirol        | U20          | Gesamtwertung Mini-Tour    | Janosch Brugger | Luca Del Fabbro  | Simone Dapra     |

### Gesamtwertung Männer
| Rang | Name                    | Punkte |
| ---- | ----------------------- | ------ |
| 1.   | Maicol Rastelli         | 599    |
| 2.   | Sergio Rigoni           | 558    |
| 3.   | Irineu Esteve Altimiras | 512    |
| 4.   | Jules Lapierre          | 495    |
| 5.   | Damien Tarantola        | 451    |
| 6.   | Paul Goalabre           | 398    |
| 7.   | Giandomenico Salvadori  | 392    |
| 8.   | Thomas Wick             | 386    |
| 9.   | Jean Tiberghien         | 376    |
| 10.  | Valentin Chauvin        | 352    |
| 11.  | Adrien Backscheider     | 342    |
| 12.  | Sebastiano Pellegrin    | 307    |
| 13.  | Beda Klee               | 294    |
| 14.  | Valentin Mättig         | 287    |

| Rang | Name             | Punkte |
| ---- | ---------------- | ------ |
| 15.  | Hannes Dotzler   | 272    |
| 16.  | Jason Rüesch     | 257    |
| 17.  | Ueli Schnider    | 240    |
| 18.  | Mickael Philipot | 228    |
| 19.  | Andy Kühne       | 224    |
| 20.  | Stefan Zelger    | 218    |
| 21.  | Livio Bieler     | 186    |
| 22.  | Mirco Bertolina  | 181    |
| 23.  | Clement Arnault  | 171    |
| 24.  | Dietmar Nöckler  | 162    |
| 25.  | Renaud Jay       | 154    |
| 26.  | Jöri Kindschi    | 148    |
| 26.  | Alexandre Pouyé  | 148    |
| 28.  | Tim Tscharnke    | 140    |

| Rang | Name             | Punkte |
| ---- | ---------------- | ------ |
| 29.  | Jovian Hediger   | 128    |
| 30.  | Lucas Chanavat   | 127    |
| 31.  | Alexis Jeannerod | 122    |
| 31.  | Daniele Serra    | 122    |
| 33.  | Fabio Pasini     | 115    |
| 34.  | Paolo Ventura    | 114    |
| 35.  | Cédric Steiner   | 112    |
| 36.  | Niklas Liederer  | 110    |
| 37.  | Corsin Hösli     | 107    |
| 38.  | Baptiste Gros    | 100    |
| 39.  | Luis Stadlober   | 98     |
| 40.  | Imanol Rojo      | 97     |

| Endstand (Top 10) |                  |        |
| \| Rang \| Name \| Punkte \| \| ---- \| ---------------- \| ------ \| \| 01 \| Janosch Brugger \| 1250 \| \| 02 \| Martin Collet \| 1054 \| \| 03 \| Simone Dapra \| 0770 \| \| 04 \| Camille Laude \| 0605 \| \| 05 \| Luca Del Fabbro \| 0556 \| \| 06 \| Jacob Vogt \| 0486 \| \| 07 \| Martin Coradazzi \| 0483 \| \| 08 \| Hugo Lapalus \| 0449 \| \| 09 \| Lorenzo Romano \| 0396 \| \| 10 \| Arnaud Chautemps \| 0378 \| |                  |        |
| Rang | Name             | Punkte |
| 01 | Janosch Brugger  | 1250   |
| 02 | Martin Collet    | 1054   |
| 03 | Simone Dapra     | 0770   |
| 04 | Camille Laude    | 0605   |
| 05 | Luca Del Fabbro  | 0556   |
| 06 | Jacob Vogt       | 0486   |
| 07 | Martin Coradazzi | 0483   |
| 08 | Hugo Lapalus     | 0449   |
| 09 | Lorenzo Romano   | 0396   |
| 10 | Arnaud Chautemps | 0378   |

## Frauen

### Resultate
| 1. Alpencup in Valdidentro, 10. und 11. Dezember 2016 | 1. Alpencup in Valdidentro, 10. und 11. Dezember 2016 | 1. Alpencup in Valdidentro, 10. und 11. Dezember 2016 | 1. Alpencup in Valdidentro, 10. und 11. Dezember 2016 | 1. Alpencup in Valdidentro, 10. und 11. Dezember 2016 |
| ----------------------------------------------------- | ----------------------------------------------------- | ----------------------------------------------------- | ----------------------------------------------------- | ----------------------------------------------------- |
| Datum                                                 | Disziplin                                             | Erster Platz                                          | Zweiter Platz                                         | Dritter Platz                                         |
| 10. Dezember 2016                                     | 10 km klassisch                                       | Justyna Kowalczyk                                     | Francesca Baudin                                      | Lucia Scardoni                                        |
| 11. Dezember 2016                                     | 10 km Freistil                                        | Caterina Ganz                                         | Giulia Stürz                                          | Sandra Schützová                                      |

| 2. Alpencup in Goms, 16. bis 18. Dezember 2016 | 2. Alpencup in Goms, 16. bis 18. Dezember 2016 | 2. Alpencup in Goms, 16. bis 18. Dezember 2016 | 2. Alpencup in Goms, 16. bis 18. Dezember 2016 | 2. Alpencup in Goms, 16. bis 18. Dezember 2016 |
| ---------------------------------------------- | ---------------------------------------------- | ---------------------------------------------- | ---------------------------------------------- | ---------------------------------------------- |
| Datum                                          | Disziplin                                      | Erster Platz                                   | Zweiter Platz                                  | Dritter Platz                                  |
| 16. Dezember 2016                              | Sprint klassisch                               | Natalja Matwejewa                              | Laurien van der Graaff                         | Nadine Fähndrich                               |
| 17. Dezember 2016                              | 10 km klassisch                                | Caterina Ganz                                  | Sofie Krehl                                    | Justyna Kowalczyk                              |
| 18. Dezember 2016                              | 10 km Freistil Massenstart                     | Sofie Krehl                                    | Caterina Ganz                                  | Ilenia Defrancesco                             |

| 3. Alpencup in Planica, 6. bis 8. Januar 2017 | 3. Alpencup in Planica, 6. bis 8. Januar 2017 | 3. Alpencup in Planica, 6. bis 8. Januar 2017 | 3. Alpencup in Planica, 6. bis 8. Januar 2017 | 3. Alpencup in Planica, 6. bis 8. Januar 2017 |
| --------------------------------------------- | --------------------------------------------- | --------------------------------------------- | --------------------------------------------- | --------------------------------------------- |
| Datum                                         | Disziplin                                     | Erster Platz                                  | Zweiter Platz                                 | Dritter Platz                                 |
| 6. Januar 2017                                | Sprint Freistil                               | Sophie Caldwell                               | Greta Laurent                                 | Francesca Baudin                              |
| 7. Januar 2017                                | 10 km Freistil                                | Sara Pellegrini                               | Caterina Ganz                                 | Delphine Claudel                              |
| 8. Januar 2017                                | 10 km klassisch                               | Francesca Baudin                              | Caterina Ganz                                 | Laura Gimmler                                 |

| 4. Alpencup in Zwiesel, 17. bis 19. Februar 2017 | 4. Alpencup in Zwiesel, 17. bis 19. Februar 2017 | 4. Alpencup in Zwiesel, 17. bis 19. Februar 2017 | 4. Alpencup in Zwiesel, 17. bis 19. Februar 2017 | 4. Alpencup in Zwiesel, 17. bis 19. Februar 2017 |
| ------------------------------------------------ | ------------------------------------------------ | ------------------------------------------------ | ------------------------------------------------ | ------------------------------------------------ |
| Datum                                            | Disziplin                                        | Erster Platz                                     | Zweiter Platz                                    | Dritter Platz                                    |
| 17. Februar 2017                                 | Sprint klassisch                                 | Caterina Ganz                                    | Julia Belger                                     | Pia Fink                                         |
| 18. Februar 2017                                 | 10 km Freistil                                   | Monique Siegel                                   | Sofie Krehl                                      | Kateřina Beroušková                              |
| 19. Februar 2017                                 | 10 km Verfolgung klassisch                       | Caterina Ganz                                    | Monique Siegel                                   | Pia Fink                                         |

| 5. Alpencup am St. Ulrich am Pillersee, 4. bis 5. März 2017 | 5. Alpencup am St. Ulrich am Pillersee, 4. bis 5. März 2017 | 5. Alpencup am St. Ulrich am Pillersee, 4. bis 5. März 2017 | 5. Alpencup am St. Ulrich am Pillersee, 4. bis 5. März 2017 | 5. Alpencup am St. Ulrich am Pillersee, 4. bis 5. März 2017 |
| ----------------------------------------------------------- | ----------------------------------------------------------- | ----------------------------------------------------------- | ----------------------------------------------------------- | ----------------------------------------------------------- |
| Datum                                                       | Disziplin                                                   | Erster Platz                                                | Zweiter Platz                                               | Dritter Platz                                               |
| 4. März 2017                                                | 10 km Freistil                                              | Lisa Unterweger                                             | Theresa Eichhorn                                            | Ilenia Defrancesco                                          |
| 5. März 2017                                                | 15 km klassisch Massenstart                                 | Theresa Eichhorn                                            | Aurore Jean                                                 | Delphine Claudel                                            |

| 6. Alpencup in Seefeld in Tirol, 17. bis 19. März 2017 (Mini-Tour; halbe Punkte für die ersten beiden Etappen, keine Punkte für Schlussetappe) | 6. Alpencup in Seefeld in Tirol, 17. bis 19. März 2017 (Mini-Tour; halbe Punkte für die ersten beiden Etappen, keine Punkte für Schlussetappe) | 6. Alpencup in Seefeld in Tirol, 17. bis 19. März 2017 (Mini-Tour; halbe Punkte für die ersten beiden Etappen, keine Punkte für Schlussetappe) | 6. Alpencup in Seefeld in Tirol, 17. bis 19. März 2017 (Mini-Tour; halbe Punkte für die ersten beiden Etappen, keine Punkte für Schlussetappe) | 6. Alpencup in Seefeld in Tirol, 17. bis 19. März 2017 (Mini-Tour; halbe Punkte für die ersten beiden Etappen, keine Punkte für Schlussetappe) |
| --- | --- | --- | --- | --- |
| Datum | Disziplin | Erster Platz | Zweiter Platz | Dritter Platz |
| 17. März 2017 | 2,5 km Prolog Freistil | Caitlin Gregg | Elisabeth Schicho | Sofie Krehl |
| 18. März 2017 | 10 km klassisch | Theresa Eichhorn | Julia Belger | Pia Fink |
| 19. März 2017 | 10 km Verfolgung Freistil | Caitlin Gregg | Pia Fink | Monique Siegel |
| Gesamtwertung (doppelte Punkte) | Gesamtwertung (doppelte Punkte) | Theresa Eichhorn | Caitlin Gregg | Pia Fink |

### Junioren-Resultate
| Datum             | Austragungsort          | Altersklasse | Disziplin                  | Sieger                | Zweiter               | Dritter               |
| ----------------- | ----------------------- | ------------ | -------------------------- | --------------------- | --------------------- | --------------------- |
| 10. Dezember 2016 | Valdidentro             | U20          | 5 km klassisch             | Antonia Fräbel        | Anna Comarella        | Désirée Steiner       |
| 11. Dezember 2016 | Valdidentro             | U20          | 10 km Freistil             | Antonia Fräbel        | Flora Dolci           | Laura Chamiot Maitral |
| 16. Dezember 2016 | Goms                    | U20          | Sprint klassisch           | Antonia Fräbel        | Coletta Rydzek        | Lea Fischer           |
| 17. Dezember 2016 | Goms                    | U20          | 5 km klassisch             | Antonia Fräbel        | Anna Comarella        | Désirée Steiner       |
| 18. Dezember 2016 | Goms                    | U20          | 10 km Freistil Mst.        | Antonia Fräbel        | Juliette Ducordeau    | Coletta Rydzek        |
| 6. Januar 2017    | Planica                 | U20          | Sprint Freistil            | Coletta Rydzek        | Lena Quintin          | Anna-Maria Dietze     |
| 7. Januar 2017    | Planica                 | U20          | 5 km Freistil              | Laura Chamiot Maitral | Anna Comarella        | Barbara Walchhofer    |
| 8. Januar 2017    | Planica                 | U20          | 7,5 km klassisch           | Anna Comarella        | Coletta Rydzek        | Désirée Steiner       |
| 17. Februar 2017  | Zwiesel                 | U20          | Sprint klassisch           | Julia Richter         | Laura Chamiot Maitral | Anna Comarella        |
| 18. Februar 2017  | Zwiesel                 | U20          | 7,5 km Freistil            | Antonia Fräbel        | Anna Comarella        | Barbora Havlickova    |
| 19. Februar 2017  | Zwiesel                 | U20          | 10 km klassisch Verfolgung | Anna Comarella        | Antonia Fräbel        | Laura Chamiot Maitral |
| 4. März 2017      | St. Ulrich am Pillersee | U18          | 7,5 km Freistil            | Flora Dolci           | Anna-Maria Dietze     | Mélissa Gal           |
| 4. März 2017      | St. Ulrich am Pillersee | U20          | 7,5 km Freistil            | Anna Comarella        | Antonia Fräbel        | Katherine Sauerbrey   |
| 5. März 2017      | St. Ulrich am Pillersee | U20          | 15 km klassisch Mst.       | Anna Comarella        | Laura Chamiot Maitral | Antonia Fräbel        |
| 17. März 2017     | Seefeld in Tirol        | U20          | 2,5 km Freistil            | Antonia Fräbel        | Hannah Halvorsen      | Laura Chamiot Maitral |
| 18. März 2017     | Seefeld in Tirol        | U20          | 5 km klassisch             | Anna Comarella        | Antonia Fräbel        | Laura Chamiot Maitral |
| 19. März 2017     | Seefeld in Tirol        | U20          | 10 km Freistil Verfolgung  | Antonia Fräbel        | Flora Dolci           | Anna Comarella        |
| 17.–19. März 2017 | Seefeld in Tirol        | U20          | Gesamtwertung Mini-Tour    | Antonia Fräbel        | Anna Comarella        | Laura Chamiot Maitral |

### Gesamtwertung Frauen
| Rang | Name               | Punkte |
| ---- | ------------------ | ------ |
| 1.   | Caterina Ganz      | 817    |
| 2.   | Theresa Eichhorn   | 795    |
| 3.   | Pia Fink           | 683    |
| 4.   | Francesca Baudin   | 609    |
| 5.   | Monique Siegel     | 553    |
| 6.   | Laura Gimmler      | 509    |
| 7.   | Ilenia Defrancesco | 453    |
| 8.   | Sofie Krehl        | 433    |
| 9.   | Lisa Unterweger    | 397    |
| 10.  | Delphine Claudel   | 338    |
| 11.  | Sara Pellegrini    | 325    |
| 12.  | Julia Belger       | 318    |
| 13.  | Nadine Herrmann    | 299    |
| 14.  | Monica Tomasini    | 298    |

| Rang | Name            | Punkte |
| ---- | --------------- | ------ |
| 15.  | Aurore Jean     | 281    |
| 16.  | Anna Seebacher  | 259    |
| 17.  | Coralie Bentz   | 241    |
| 18.  | Manca Slabanja  | 211    |
| 19   | Greta Laurent   | 208    |
| 20.  | Stefanie Arnold | 188    |
| 21.  | Lucia Scardoni  | 186    |
| 22.  | Anne Winkler    | 170    |
| 23.  | Erika Antoniol  | 165    |
| 24.  | Marion Buillet  | 160    |
| 25.  | Debora Roncari  | 156    |
| 26.  | Alina Meier     | 154    |
| 27.  | Giulia Stürz    | 151    |
| 28.  | Anita Klemenčič | 111    |

| Rang | Name                   | Punkte |
| ---- | ---------------------- | ------ |
| 28.  | Heidi Widmer           | 111    |
| 30.  | Martina Vignaroli      | 107    |
| 31.  | Vesna Fabjan           | 105    |
| 32.  | Celine Chopard Lallier | 101    |
| 33.  | Laurien van der Graaff | 100    |
| 34.  | Jenny Mann             | 93     |
| 35.  | Lea Einfalt            | 92     |
| 35.  | Lydia Hiernickel       | 92     |
| 37.  | Fabiana Wieser         | 89     |
| 38.  | Gaia Vuerich           | 87     |
| 39.  | Nadine Fähndrich       | 80     |
| 40.  | Hanna Kolb             | 79     |

| Endstand (Top 10) |                       |        |
| \| Rang \| Name \| Punkte \| \| ---- \| --------------------- \| ------ \| \| 01 \| Anna Comarella \| 1130 \| \| 02 \| Antonia Fräbel \| 1116 \| \| 03 \| Laura Chamiot Maitral \| 0804 \| \| 04 \| Coletta Rydzek \| 0567 \| \| 05 \| Katherine Sauerbrey \| 0536 \| \| 06 \| Désirée Steiner \| 0495 \| \| 07 \| Flora Dolci \| 0449 \| \| 08 \| Julia Richter \| 0436 \| \| 09 \| Lena Quintin \| 0417 \| \| 10 \| Anja Mandelic \| 0387 \| |                       |        |
| Rang | Name                  | Punkte |
| 01 | Anna Comarella        | 1130   |
| 02 | Antonia Fräbel        | 1116   |
| 03 | Laura Chamiot Maitral | 0804   |
| 04 | Coletta Rydzek        | 0567   |
| 05 | Katherine Sauerbrey   | 0536   |
| 06 | Désirée Steiner       | 0495   |
| 07 | Flora Dolci           | 0449   |
| 08 | Julia Richter         | 0436   |
| 09 | Lena Quintin          | 0417   |
| 10 | Anja Mandelic         | 0387   |